# Liste der Nummer-eins-Hits in den britischen Charts (1963)
Dies ist eine Liste der Nummer-eins-Hits in den britischen Charts im Jahr 1963. Sie basiert auf den Official Singles Chart Top 50 und den Albums Chart Top 20, die vom Chart Information Network ermittelt wurden. Es gab in diesem Jahr 17 Nummer-eins-Singles und 5 Nummer-eins-Alben.

## Singles
| ← 1962 ← | Liste der Nummer-eins-Hits in den britischen Charts | Liste der Nummer-eins-Hits in den britischen Charts | Liste der Nummer-eins-Hits in den britischen Charts                                    | 1964 →                    |
| \| Zeitraum \| Wo. ges. \| Interpret \| Titel Autor(en) \| Zusätzliche Informationen \| \| (Zeitraum, Wochen auf Platz eins, Interpret, Titel, Autor[en], zusätzliche Informationen) \| \| \| \| \| \| ----------------------------------------------------------------------------------------- \| -------- \| ----------------------------- \| -------------------------------------------------------------------------------------- \| ------------------------- \| \| 27. Dezember 1962 – 17. Januar 1963 3 Wochen \| 3 \| Cliff Richard & the Shadows \| The Next Time / Bachelor Boy Buddy Kaye, Philip Springer / Bruce Welch, Cliff Richard \| – \| \| 18. Januar 1963 – 24. Januar 1963 1 Woche \| 1 \| The Shadows \| Dance On! Val Murtagh, Elaine Murtagh, Raymond Adams \| – \| \| 25. Januar 1963 – 14. Februar 1963 3 Wochen \| 3 \| Jet Harris & Tony Meehan \| Diamonds Jerry Lordan \| – \| \| 15. Februar 1963 – 7. März 1963 3 Wochen \| 3 \| Frank Ifield \| The Wayward Wind Stanley R. Lebowsky, Herb Newman \| – \| \| 8. März 1963 – 21. März 1963 2 Wochen (insgesamt 3) \| 3 \| Cliff Richard & the Shadows \| Summer Holiday Bruce Welch, Laurence Brian Bennett \| – \| \| 22. März 1963 – 28. März 1963 1 Woche \| 1 \| The Shadows \| Foot Tapper Jerry Lordan \| – \| \| 29. März 1963 – 4. April 1963 1 Woche (insgesamt 3) \| 3 \| Cliff Richard & the Shadows \| Summer Holiday Bruce Welch, Laurence Brian Bennett \| – \| \| 5. April 1963 – 25. April 1963 3 Wochen \| 3 \| Gerry & the Pacemakers \| How Do You Do It? Mitch Murray \| – \| \| 26. April 1963 – 13. Juni 1963 7 Wochen \| 7 \| The Beatles \| From Me to You John Winston Lennon, Paul James McCartney \| – \| \| 14. Juni 1963 – 11. Juli 1963 4 Wochen \| 4 \| Gerry & the Pacemakers \| I Like It Mitch Murray \| – \| \| 12. Juli 1963 – 25. Juli 1963 2 Wochen \| 2 \| Frank Ifield \| Confessin’ (That I Love You) Musik: Doc Dougherty, Ellis Reynolds; Text: Al J. Neiburg \| – \| \| 26. Juli 1963 – 1. August 1963 1 Woche \| 1 \| Elvis Presley \| (You’re The) Devil in Disguise Bill Giant, Bernie Baum, Florence Kaye \| – \| \| 2. August 1963 – 15. August 1963 2 Wochen \| 2 \| The Searchers \| Sweets for My Sweet Doc Pomus, Mort Shuman \| – \| \| 16. August 1963 – 29. August 1963 2 Wochen \| 2 \| Billy J. Kramer & the Dakotas \| Bad to Me John Winston Lennon, Paul James McCartney \| – \| \| 30. August 1963 – 3. Oktober 1963 5 Wochen (insgesamt 6) \| 6 \| The Beatles \| She Loves You John Winston Lennon, Paul James McCartney \| – \| \| 4. Oktober 1963 – 24. Oktober 1963 3 Wochen \| 3 \| Brian Poole & the Tremeloes \| Do You Love Me? Berry Gordy Jr. \| – \| \| 25. Oktober 1963 – 21. November 1963 4 Wochen \| 4 \| Gerry & the Pacemakers \| You’ll Never Walk Alone Musik: Richard Rodgers; Text: Oscar Hammerstein II \| – \| \| 22. November 1963 – 5. Dezember 1963 2 Wochen (insgesamt 6) \| 6 \| The Beatles \| She Loves You John Winston Lennon, Paul James McCartney \| – \| \| 6. Dezember 1963 – 9. Januar 1964 5 Wochen \| 5 \| The Beatles \| I Want to Hold Your Hand John Winston Lennon, Paul James McCartney \| – \| |                                                     |                                                     |                                                                                        |                           |
| ← 1962 |                                                     |                                                     |                                                                                        | → 1964 →                  |
| Zeitraum | Wo. ges.                                            | Interpret                                           | Titel Autor(en)                                                                        | Zusätzliche Informationen |
| (Zeitraum, Wochen auf Platz eins, Interpret, Titel, Autor[en], zusätzliche Informationen) |                                                     |                                                     |                                                                                        |                           |
| 27. Dezember 1962 – 17. Januar 1963 3 Wochen | 3                                                   | Cliff Richard & the Shadows                         | The Next Time / Bachelor Boy Buddy Kaye, Philip Springer / Bruce Welch, Cliff Richard  | –                         |
| 18. Januar 1963 – 24. Januar 1963 1 Woche | 1                                                   | The Shadows                                         | Dance On! Val Murtagh, Elaine Murtagh, Raymond Adams                                   | –                         |
| 25. Januar 1963 – 14. Februar 1963 3 Wochen | 3                                                   | Jet Harris & Tony Meehan                            | Diamonds Jerry Lordan                                                                  | –                         |
| 15. Februar 1963 – 7. März 1963 3 Wochen | 3                                                   | Frank Ifield                                        | The Wayward Wind Stanley R. Lebowsky, Herb Newman                                      | –                         |
| 8. März 1963 – 21. März 1963 2 Wochen (insgesamt 3) | 3                                                   | Cliff Richard & the Shadows                         | Summer Holiday Bruce Welch, Laurence Brian Bennett                                     | –                         |
| 22. März 1963 – 28. März 1963 1 Woche | 1                                                   | The Shadows                                         | Foot Tapper Jerry Lordan                                                               | –                         |
| 29. März 1963 – 4. April 1963 1 Woche (insgesamt 3) | 3                                                   | Cliff Richard & the Shadows                         | Summer Holiday Bruce Welch, Laurence Brian Bennett                                     | –                         |
| 5. April 1963 – 25. April 1963 3 Wochen | 3                                                   | Gerry & the Pacemakers                              | How Do You Do It? Mitch Murray                                                         | –                         |
| 26. April 1963 – 13. Juni 1963 7 Wochen | 7                                                   | The Beatles                                         | From Me to You John Winston Lennon, Paul James McCartney                               | –                         |
| 14. Juni 1963 – 11. Juli 1963 4 Wochen | 4                                                   | Gerry & the Pacemakers                              | I Like It Mitch Murray                                                                 | –                         |
| 12. Juli 1963 – 25. Juli 1963 2 Wochen | 2                                                   | Frank Ifield                                        | Confessin’ (That I Love You) Musik: Doc Dougherty, Ellis Reynolds; Text: Al J. Neiburg | –                         |
| 26. Juli 1963 – 1. August 1963 1 Woche | 1                                                   | Elvis Presley                                       | (You’re The) Devil in Disguise Bill Giant, Bernie Baum, Florence Kaye                  | –                         |
| 2. August 1963 – 15. August 1963 2 Wochen | 2                                                   | The Searchers                                       | Sweets for My Sweet Doc Pomus, Mort Shuman                                             | –                         |
| 16. August 1963 – 29. August 1963 2 Wochen | 2                                                   | Billy J. Kramer & the Dakotas                       | Bad to Me John Winston Lennon, Paul James McCartney                                    | –                         |
| 30. August 1963 – 3. Oktober 1963 5 Wochen (insgesamt 6) | 6                                                   | The Beatles                                         | She Loves You John Winston Lennon, Paul James McCartney                                | –                         |
| 4. Oktober 1963 – 24. Oktober 1963 3 Wochen | 3                                                   | Brian Poole & the Tremeloes                         | Do You Love Me? Berry Gordy Jr.                                                        | –                         |
| 25. Oktober 1963 – 21. November 1963 4 Wochen | 4                                                   | Gerry & the Pacemakers                              | You’ll Never Walk Alone Musik: Richard Rodgers; Text: Oscar Hammerstein II             | –                         |
| 22. November 1963 – 5. Dezember 1963 2 Wochen (insgesamt 6) | 6                                                   | The Beatles                                         | She Loves You John Winston Lennon, Paul James McCartney                                | –                         |
| 6. Dezember 1963 – 9. Januar 1964 5 Wochen | 5                                                   | The Beatles                                         | I Want to Hold Your Hand John Winston Lennon, Paul James McCartney                     | –                         |

## Alben
| ← 1962 ← | Liste der Nummer-eins-Hits in den britischen Charts | Liste der Nummer-eins-Hits in den britischen Charts | Liste der Nummer-eins-Hits in den britischen Charts | 1964 →                    |
| \| Zeitraum \| Wo. ges. \| Interpret \| Titel \| Zusätzliche Informationen \| \| (Zeitraum, Wochen auf Platz eins, Interpret, Titel, zusätzliche Informationen) \| \| \| \| \| \| ------------------------------------------------------------------------------ \| -------- \| --------------------------- \| --------------------------------- \| ------------------------- \| \| 23. Dezember 1962 – 5. Januar 1963 2 Wochen (insgesamt 9) \| 9 \| George Mitchell Minstrels \| The Black and White Minstrel Show \| – \| \| 6. Januar 1963 – 12. Januar 1963 1 Woche (insgesamt 13) \| 13 \| (Soundtrack) \| West Side Story \| – \| \| 13. Januar 1963 – 26. Januar 1963 2 Wochen (insgesamt 7) \| 7 \| The Shadows \| Out of the Shadows \| – \| \| 27. Januar 1963 – 4. Mai 1963 14 Wochen \| 14 \| Cliff Richard & the Shadows \| Summer Holiday \| – \| \| 5. Mai 1963 – 30. November 1963 30 Wochen \| 30 \| The Beatles \| Please Please Me \| – \| \| 1. Dezember 1963 – 25. April 1964 21 Wochen \| 21 \| The Beatles \| With the Beatles \| – \| |                                                     |                                                     |                                                     |                           |
| ← 1962 |                                                     |                                                     |                                                     | → 1964 →                  |
| Zeitraum | Wo. ges.                                            | Interpret                                           | Titel                                               | Zusätzliche Informationen |
| (Zeitraum, Wochen auf Platz eins, Interpret, Titel, zusätzliche Informationen) |                                                     |                                                     |                                                     |                           |
| 23. Dezember 1962 – 5. Januar 1963 2 Wochen (insgesamt 9) | 9                                                   | George Mitchell Minstrels                           | The Black and White Minstrel Show                   | –                         |
| 6. Januar 1963 – 12. Januar 1963 1 Woche (insgesamt 13) | 13                                                  | (Soundtrack)                                        | West Side Story                                     | –                         |
| 13. Januar 1963 – 26. Januar 1963 2 Wochen (insgesamt 7) | 7                                                   | The Shadows                                         | Out of the Shadows                                  | –                         |
| 27. Januar 1963 – 4. Mai 1963 14 Wochen | 14                                                  | Cliff Richard & the Shadows                         | Summer Holiday                                      | –                         |
| 5. Mai 1963 – 30. November 1963 30 Wochen | 30                                                  | The Beatles                                         | Please Please Me                                    | –                         |
| 1. Dezember 1963 – 25. April 1964 21 Wochen | 21                                                  | The Beatles                                         | With the Beatles                                    | –                         |

Die Angaben basieren auf den offiziellen Verkaufshitparaden des Chart Information Networks für das Vereinigte Königreich. Die Datumsangaben beziehen sich auf das Gültigkeitsdatum der Charts, also jeweils die auf die Verkaufswoche folgende Woche.

## Jahreshitparaden
| ← 1962 ← | Liste der Nummer-eins-Hits in den britischen Charts | Liste der Nummer-eins-Hits in den britischen Charts | Liste der Nummer-eins-Hits in den britischen Charts | 1964 →   |
| \| Singles \| Position# \| Alben \| \| --------------------------------------------------------------------------------------------------- \| --------- \| ------------------------------------------ \| \| From Me to You The Beatles John Winston Lennon, Paul James McCartney \| 1 \| With the Beatles The Beatles \| \| She Loves You The Beatles John Winston Lennon, Paul James McCartney \| 2 \| Please Please Me The Beatles \| \| In Dreams Roy Orbison Roy K. Orbison \| 3 \| Summer Holiday Cliff Richard & the Shadows \| \| Island of Dreams The Springfields Tom Springfield \| 4 \| West Side Story (Soundtrack) \| \| How Do You Do It? Gerry & the Pacemakers Mitch Murray \| 5 \| Out of the Shadows The Shadows \| \| From a Jack to a King Ned Miller \| 6 \| The Shadows’ Greatest Hits The Shadows \| \| Deck of Cards Wink Martindale T. Texas Tyler \| 7 \| Meet the Searchers The Searchers \| \| Summer Holiday Cliff Richard & the Shadows Bruce Welch, Laurence Brian Bennett \| 8 \| Reminiscing Buddy Holly & the Crickets \| \| Confessin’ (That I Love You) Frank Ifield Musik: Doc Dougherty, Ellis Reynolds; Text: Al J. Neiburg \| 9 \| I’ll Remember You Frank Ifield \| \| Can’t Get Used to Losing You Andy Williams Doc Pomus, Mort Shuman \| 10 \| How Do You Like It? Gerry & the Pacemakers \| |                                                     |                                                     |                                                     |          |
| ← 1962 |                                                     |                                                     |                                                     | → 1964 → |
| Singles | Position#                                           | Alben                                               |                                                     |          |
| From Me to You The Beatles John Winston Lennon, Paul James McCartney | 1                                                   | With the Beatles The Beatles                        |                                                     |          |
| She Loves You The Beatles John Winston Lennon, Paul James McCartney | 2                                                   | Please Please Me The Beatles                        |                                                     |          |
| In Dreams Roy Orbison Roy K. Orbison | 3                                                   | Summer Holiday Cliff Richard & the Shadows          |                                                     |          |
| Island of Dreams The Springfields Tom Springfield | 4                                                   | West Side Story (Soundtrack)                        |                                                     |          |
| How Do You Do It? Gerry & the Pacemakers Mitch Murray | 5                                                   | Out of the Shadows The Shadows                      |                                                     |          |
| From a Jack to a King Ned Miller | 6                                                   | The Shadows’ Greatest Hits The Shadows              |                                                     |          |
| Deck of Cards Wink Martindale T. Texas Tyler | 7                                                   | Meet the Searchers The Searchers                    |                                                     |          |
| Summer Holiday Cliff Richard & the Shadows Bruce Welch, Laurence Brian Bennett | 8                                                   | Reminiscing Buddy Holly & the Crickets              |                                                     |          |
| Confessin’ (That I Love You) Frank Ifield Musik: Doc Dougherty, Ellis Reynolds; Text: Al J. Neiburg | 9                                                   | I’ll Remember You Frank Ifield                      |                                                     |          |
| Can’t Get Used to Losing You Andy Williams Doc Pomus, Mort Shuman | 10                                                  | How Do You Like It? Gerry & the Pacemakers          |                                                     |          |